# Academia Colombiana de Artes y Ciencias Cinematográficas
La Academia Colombiana de Artes y Ciencias Cinematográficas  (ACACC) es una asociación sin ánimo de lucro que reúne profesionales dedicados a los diferentes oficios del quehacer cinematográfico. La Academia organiza y produce los Premios Nacionales de Cine Premios Macondo y múltiples eventos a favor de la formación, promoción y desarrollo del cine colombiano.

## Historia
La Academia Colombiana de Artes y Ciencias Cinematográficas (ACACC) fue fundada en el 2009. Desde entonces ha trabajado por el fortalecimiento del sector cinematográfico colombiano desde diferentes frentes, en las áreas de investigación, formación y promoción de nuestra cultura cinematográfica. En el 2009 inició con 9 miembros y hoy ya son más de 500 reunidos en 14 diferentes especialidades:
Las especialidades de la academia son:
- 1. Guion
- 2. Dirección
- 3. Producción
- 4. Interpretación
- 5. Dirección de Producción
- 6. Dirección de Fotografía
- 7. Dirección de Arte
- 8. Vestuario
- 9. Maquillaje
- 10. Sonido
- 12. Música Original
- 13. Montaje
- 14. VFX
- 15. Miembros Asociados

El órgano supremo de la Academia es la Asamblea General, la cual nombra a los miembros de las comisiones de cada especialidad que conforman la Junta Directiva. Asimismo, elige al Presidente y al Primer y Segundo Vicepresidente. Es función de la Junta, entre otras, escoger por votación las películas colombianas que representan al país en los Premios Oscar que otorga la Academia Norteamericana, Premios Goya de la Academia Española, Premios Ariel de la Academia Mexicana y Premios Platino de EGEDA, en los términos fijados por cada uno de estos certámenes.

## Objetivos

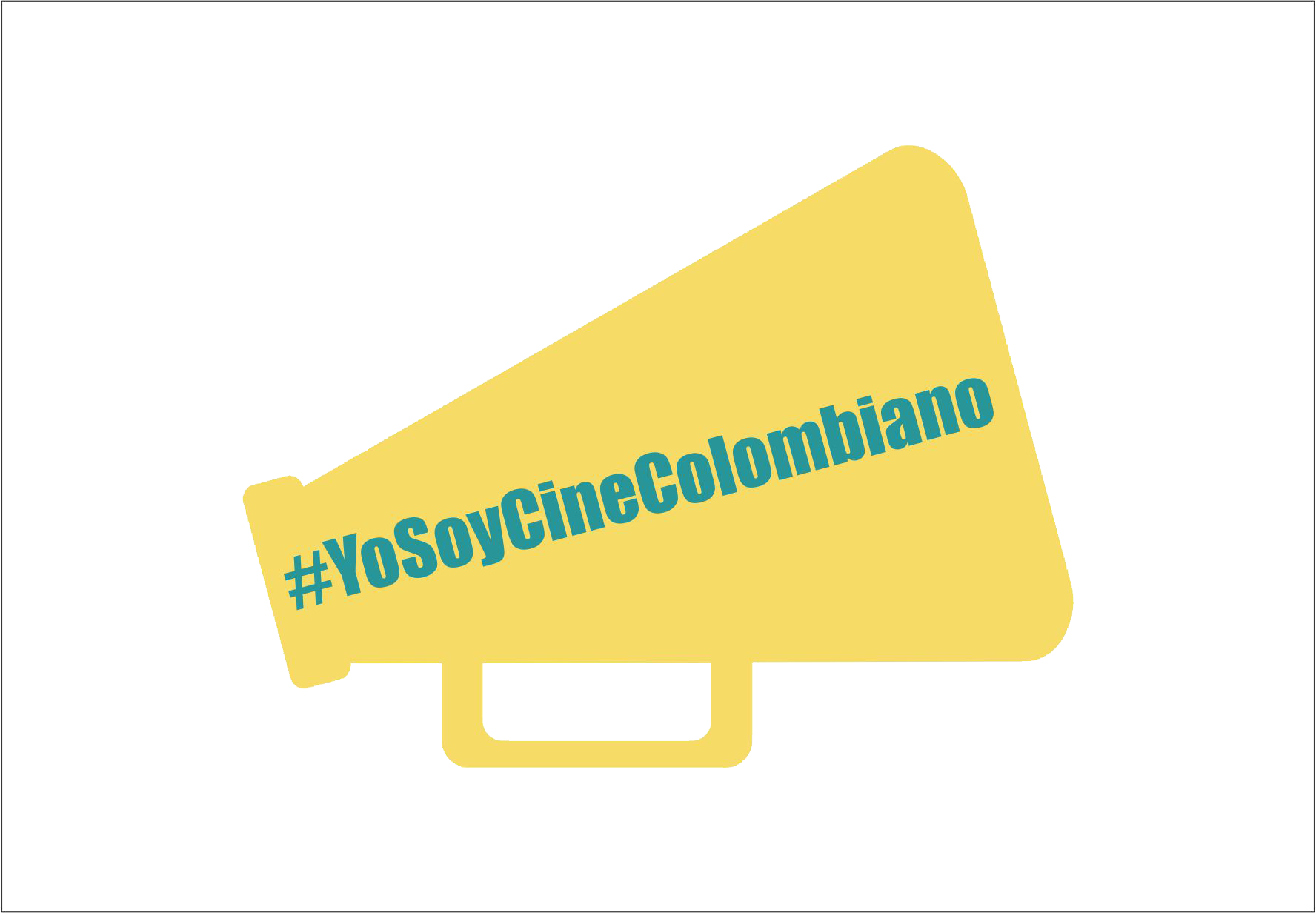
Yo soy cine colombiano

- Fomentar el progreso de las artes y de las ciencias relacionadas directa o indirectamente con la cinematografía colombiana.

- Promover el intercambio de información científica, artística y técnica entre todos sus miembros.

- Realizar estudios y trabajos sobre cuestiones relacionadas con la cinematografía colombiana y artes afines.

- Promover la investigación científica en materia de cinematografía.

- Editar y difundir los estudios científicos, artísticos y técnicos que la Junta Directiva estime conveniente.

- Elemento de lista de viñetas

- Procurar el desarrollo, fortalecimiento y perfeccionamiento de las distintas especialidades relacionadas con la cinematografía, fomentando el intercambio de experiencias entre sus miembros.

Convocatorias que la ACACC regula y gestiona:
- Selección de Películas PREMIOS OSCAR ( En representación de Colombia )
- Selección de Películas PREMIOS GOYA ( En representación de Colombia )
- Selección de Películas Premios Iberoamericanos de Cine PREMIOS PLATINO ( En representación de Colombia )
- Selección de Películas PREMIOS ARIEL ( En representación de Colombia )

## Nuestra academia trabaja día a día por la industria cinematográfica desde los siguientes frentes
Investigación:
- Manual de Funciones, Cargos y Créditos del Cine Colombiano.
- FIACINE en femenino: Investigación en busca de lograr la paridad de la mujer en la industria cinematográfica de Iberoamérica.
- Cine y Educación: En busca de la alfabetización cinematográfica desde las escuelas primarias.
- Cine Macondo incluyente.

Promoción
- Plataforma de visualización de cine colombiano VEOMACONDO.
- Convocatoria de películas Premios Oscar.
- Convocatoria de películas Premios Goya.
- Convocatoria de películas Premios Ariel.
- Convocatoria de películas Premios Platino.
- Premios nacionales de cine Premios Macondo.

Formación:
- Rumbo a los Macondo (Ruta de exhibición de cine colombiano por todo el país).
- Semilleros Macondo (Encuentro de estudiantes con la industria a nivel Iberoamericano)
- Cinemateca Rodante - Academia
- Programas salas asociadas Cinemateca Distrital – Academia
- Talleres Cine al Sena
- Encuentros FIACINE de cine y educación en Iberoamérica
- Foros FIACINE - Mujeres del cine Iberoamericano
- Publicaciones

## Premios Macondo
Los Premios Macondo son el reconocimiento a la búsqueda de la excelencia artística, técnica y narrativa de la cinematografía Colombiana. Las nominaciones y los ganadores son escogidos de manera autónoma y democrática por los miembros de la Academia Colombiana de Artes y Ciencias Cinematográficas. 
La primera edición de los Premios Macondo se llevó a cabo en octubre del 2010 en el Teatro Jorge Eliecer Gaitán con transmisión en directo por Señal Colombia. Para el 2012 se realizó en noviembre, en el Auditorio Fabio Lozano, de la Universidad Jorge Tadeo Lozano y para la gala contamos con la participación de la Orquesta Sinfónica Nacional de Colombia y el coro del Taller de Ópera del Conservatorio Nacional, quienes abrieron la ceremonia de los premios con un tributo a la música del cine colombiano. El evento fue transmitido por Canal Capital y en streaming por Terra. En noviembre del 2013 se realizó la tercera entrega de Premios Macondo en el auditorio Julio Mario Santodomingo, se contó con el respaldo de IDARTES y La Cinemateca Distrital; en el marco de esta celebración del cine Colombiano se realizó la primera edición de Macondo al Barrio en la ciudad de Bogotá. En el 2015 la gala se celebró en el Salón Rojo del Hotel Tequendama. Para el 2016 y el 2017 el Teatro Faenza fue protagonista de la noche de gala y premiación. En el año 2018, el centro de convenciones Ágora abrió sus puertas para recibir lo mejor del Cine Colombiano. En el 2019, la Academia decide trasladar por primera vez los premios a una ciudad diferente, con el fin de descentralizar el galardón. Medellín y el Centro de Convenciones Plaza Mayor abrieron sus puertas para recibir por primera vez esta gala. 
Las categorías nominadas y premiadas son:
1. Mejor Película
2. Mejor Dirección
3. Mejor Actor Principal
4. Mejor Actriz Principal
5. Mejor Actor de Reparto
6. Mejor Actriz de Reparto
7. Mejor Guion
8. Mejor Fotografía
9. Mejor Montaje
10. Mejor Música Original
11. Mejor Sonido
12. Mejor Dirección de Arte
13. Mejor Diseño de Vestuario
14. Mejor Maquillaje
15. Mejor Cortometraje
16. Mejor Cortometraje de Animación
17. Mejor Película iberoamericana
18. Mejor Documental
19. Mejor película de Animación
20. Premio Canción Original
21. Premio Mejores VFX

El Premio a Toda una Vida es un reconocimiento que realiza la Academia Colombiana a una persona que ha contribuido durante toda su vida al desarrollo del cine Colombiano. Para el 2010 fue elegido el director y guionista Luis Ospina, para el 2012 la actriz Vicky Hernández, para el 2013 el también actor Carlos Benjumea,  en el 2015 la documentalista Martha Rodríguez y en el 2016 el premio fue para el director paisa Víctor Gaviria. 
La celebración de los Premios Macondo  es un evento que genera fortalecimiento del oficio cinematográfico y, a través de ellos, la Academia busca posicionar nacional e internacionalmente el cine colombiano; los Premios Macondo permitirán hacer alianzas con otras academias a nivel Iberoamericano para acceder a una categoría internacional, fortaleciendo así los mercados y oportunidades regionales.

## Junta directiva
| Nombre                   | Especialización                          |
| ------------------------ | ---------------------------------------- |
| Natalia Reyes            | Presidente                               |
| Diego Ramírez            | Primer Vicepresidente                    |
| Andrés Buitrago          | Segundo Vicepresidente                   |
| Elkin Zair Manco         | Director Ejecutivo                       |
| Natalia Agudelo Campillo | Representante de Producción              |
| Jorge Forero             | Representante de Dirección               |
| Carlos Henao             | Representante de Guion                   |
| Andrés Guitiérrez        | Representante de Dirección de Fotografía |
| Cesar Rodríguez          | Representante de Dirección de Producción |
| Alejandro Velasco        | Representante de Dirección de Arte       |
| David Motos Roca         | Representante de VFX                     |
| Daniel Vásquez           | Representante de Sonido                  |
| Esteban Muñoz Bolaños    | Representante de Montaje                 |
| Diana Wiswell            | Representante de Interpretación          |
| Julian Grijalba          | Representante de Diseño de Vestuario     |
| Lilli Bonil              | Representante de Maquillaje              |
| José Ricaurte            | Representante de Música                  |